# Archidendron vaillantii
Archidendron vaillantii es una especie de árbol perteneciente a la familia de las fabáceas. Es originaria de  Australia en Queensland.

## Taxonomía
Archidendron vaillantii fue descrita por (F.Muell.) F.Muell. y publicado en Fragmenta Phytographiæ Australiæ 5: 69. 1865.
Sinonimia
- Pithecellobium vaillantii F. Muell.  basónimo[3]